# ديمتري ماتفينكو
ديمتري ماتفينكو (25 أغسطس 1989 - ) هو لاعب كرة قدم روسي في مركز الدفاع. لعب مع توم تومسك وFC Baikal Irkutsk ‏ وFC Zvezda Irkutsk ‏.

## وصلات خارجية
- ديمتري ماتفينكو على موقع Soccerway.com (الإنجليزية)